# Slumptjärnen (Töre socken, Norrbotten)
Slumptjärnen är en sjö i Kalix kommun i Norrbotten och ingår i Kalixälvens huvudavrinningsområde.